# 埃弗德爾 (明尼蘇達州)
埃弗德爾（英語：Everdell）是位於美國明尼蘇達州威爾金縣的一個非建制地區。

## 歷史
埃弗德爾的郵局於1898年成立，其後於1933年停運。此地得名自當地律師萊曼·B·埃弗德爾（Lyman B. Everdell）。

## 地理
埃弗德爾所處的海拔為高於海平面302米（即991英呎），而該地所採用的時區為UTC-6，即北美中部時區（CST）。同時該地設有夏令時間，為UTC-6調快一小時，即UTC-5（CDT）。